# Jorge Noguera Cotes
Jorge Aurelio Noguera Cotes (Santa Marta, 25 de septiembre de 1963) es un abogado colombiano, que ocupó el cargo de director del Departamento Administrativo de Seguridad (DAS) durante la primera presidencia de Álvaro Uribe. 
Fue jefe de la campaña presidencial del mandatario Álvaro Uribe Vélez en el departamento de Magdalena en 2002 y nombrado por este como director del Departamento Administrativo de Seguridad (DAS), en este cargo se desempeñó entre 2002 y 2005, para luego ser nombrado cónsul en Milán, Italia, cargo al cual renunció para retornar a Colombia y enfrentar diferentes cargos de los cuales era acusado. El 22 de febrero de 2007 fue privado de la libertad, sindicado de concierto para delinquir y homicidio agravado. Posteriormente fue condenado por la Corte Suprema de Justicia de Colombia por sus vínculos con grupos paramilitares. 
Por sus actuaciones en dicho cargo fue condenado en 2011 a 25 años de prisión, al ser hallado culpable por los delitos de concierto para delinquir, homicidio y falsedad por ocultamiento y revelación de secreto. En 2017, es también condenado a siete años de prisión por la persecución de periodistas, líderes sindicales, políticos y magistrados con el fin de “neutralizar” a todos los que estuviesen en contra de Álvaro Uribe.

## Infiltración paramilitar en el DAS
El escándalo se generó luego de que el exjefe de informática de dicho organismo Rafael García fuera detenido por haberse comprobado que había utilizado su cargo para favorecer a grupos paramilitares y a narcotraficantes con pedido de extradición; fue entonces cuando García decidió colaborar con la justicia y realizó varias denuncias convirtiéndose en testigo clave dentro del proceso de la parapolítica. García denunció, entre otras cosas, que el exjefe de este organismo y entonces cónsul Noguera Cotes, había utilizado su posición para poner el organismo de seguridad al servicio del grupo paramilitar liderado por alias Jorge 40, García también aseguró que Noguera había facilitado la participación de este grupo en el asesinato selectivo de sindicalistas del país. Al revelarse este escándalo Noguera Cotes, quien fue vigorosamente defendido por el presidente Álvaro Uribe Vélez, tuvo que renunciar a su cargo en Milán y regresó a Colombia para rendir indagatoria frente a la Fiscalía General de la Nación. El 22 de febrero de 2007 fue privado de la libertad sindicado de concierto para delinquir y homicidio agravado.
Uribe Vélez declaró además que de encontrarse culpable a Noguera él debería pedir excusas al país por haberlo nombrado.
El 23 de marzo de 2007 fue puesto en libertad gracias a que su abogado logró demostrar, según el Consejo Superior de la Judicatura, bajo el recurso conocido como habeas corpus, que la detención no se produjo conforme a la ley por lo que a su cliente se le había violado el debido proceso. La investigación pasó a manos del Fiscal General de la Nación Mario Iguarán quien no ocultó su descontento ante la decisión y declaró que empezaría a mirar las acciones que su despacho debía adelantar frente a esta decisión. Noguera fue recapturado el 6 de julio de 2007, tres meses después de haber sido puesto en libertad.
En noviembre de 2007 fue destituido y suspendido por 18 años por la Procuraduría que lo halló responsable de haber colaborado con las AUC, incremento patrimonial ilegal y adulteración de datos para favorecer a grupos de narcotraficantes.
El proceso con la Fiscalía siguió en curso hasta el 11 de junio de 2008 cuando la sala penal de la Corte Suprema de Justicia anuló el proceso seguido por la Fiscalía debido a que el Fiscal Mario Iguarán delegó la función de investigación en un fiscal delegado cuando dicha función era exclusiva de él por haber sido Noguera director del DAS y por lo tanto contar con fuero constitucional. Noguera quedó en libertad a espera de que se iniciara de nuevo un juicio en su contra mientras que la Corte compulsó copias contra el Fiscal Iguarán para que la comisión de acusaciones de la Cámara de Representantes lo investigara por irregularidades en el proceso seguido a Noguera. El 12 de diciembre del mismo año Noguera fue nuevamente capturado bajo la acusación de homicidio y concierto para delinquir por parte de la Fiscalía.
La Sala Penal de la Corte Suprema de Justicia lo condenó a 25 años de prisión en septiembre de 2011.